# Sangria

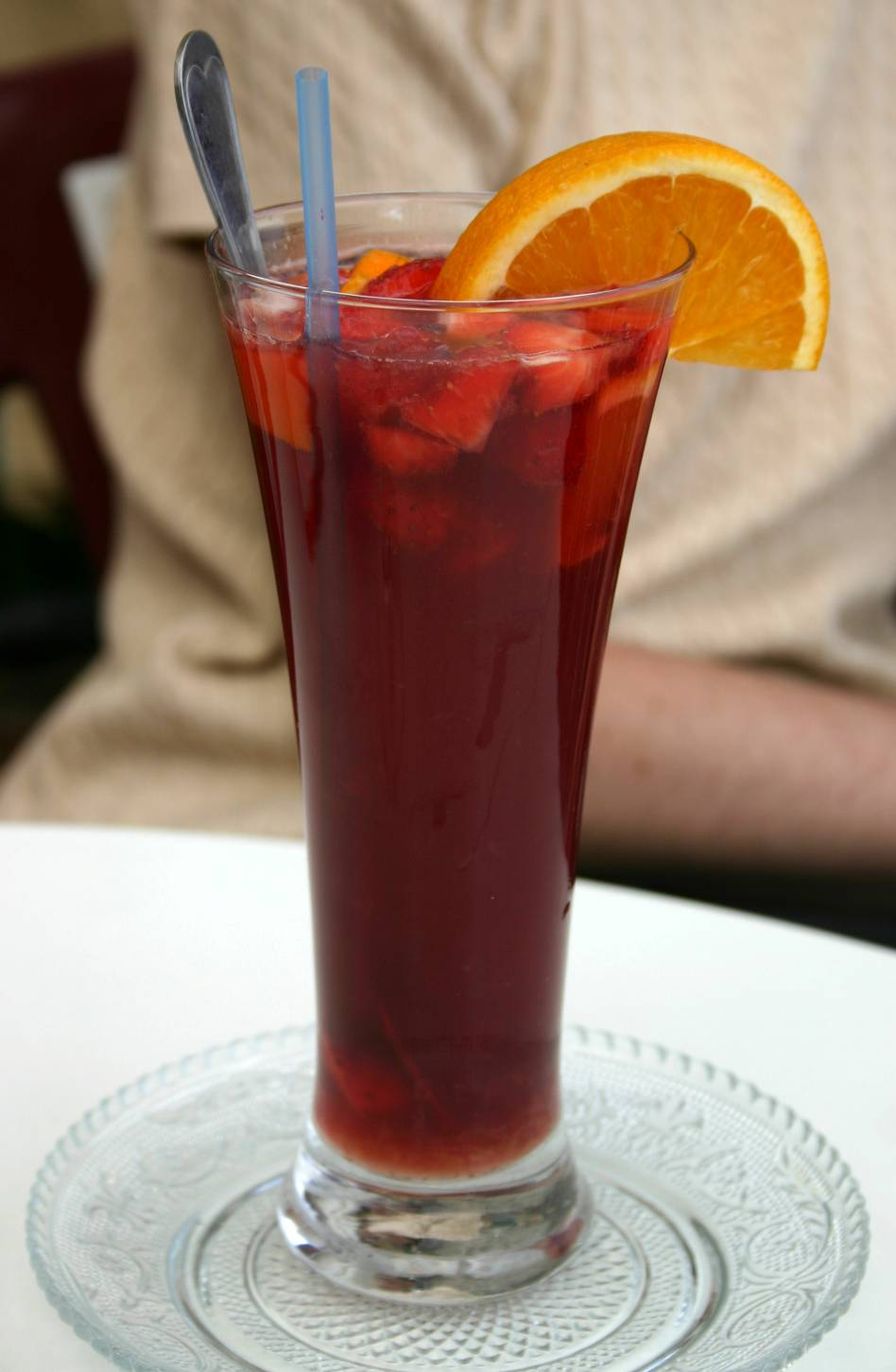
Sangria serwowana w jednej z restauracji na Costa del Sol

Sangría – tradycyjny hiszpański napój alkoholowy. Produkowana jest z wina z dodatkiem owoców, soków owocowych, lodu oraz wzmacniaczy smakowych w postaci różnych winiaków lub innych trunków. 
Nazwa sangría (z hiszpańskiego: krwawienie) została nadana temu trunkowi ze względu na jego głęboki czerwony kolor. Pochodzi ze wschodniego wybrzeża hiszpańskiego (region Walencji), skąd rozprzestrzeniła się na całym Półwyspie Iberyjskim. 
Początkowo napój ten (pity na polach w czasie żniw) składał się wyłącznie z wina i wody, dopiero z czasem zaczęto dodawać do niego cukier, owoce i mocne alkohole.